# Список дипломатических миссий Исландии

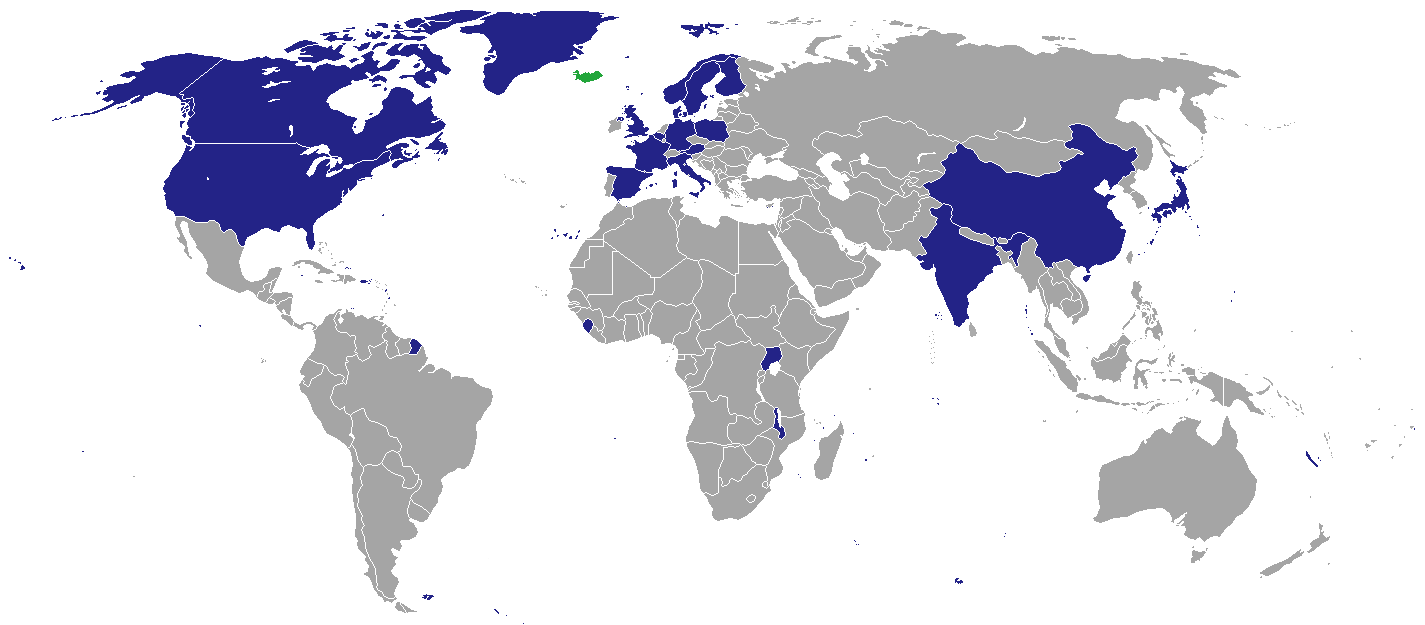

Список дипломатических миссий Исландии — Исландия имеет в настоящее время весьма ограниченное количество своих дипломатических представительств за рубежом. В то же время она является первым государством, открывшим своё генеральное консульство в Торсхавне, на Фарерских островах. Первым её посольством на Африканском континенте было открытое в Мапуту (Мозамбик) представительство. Исландия имеет в Нью-Йорке и в Брюсселе по две своих дипломатических миссии. В Нью-Йорке это генеральное консульство и представительство при ООН, в Брюсселе — миссии при ЕС и при НАТО. В последние годы, в связи с тяжелым финансовым положением Исландия вынуждена была закрыть свои представительства в ЮАР, а также в Никарагуа, Италии, Шри-Ланке (2009).

## Европа
- Австрия, Вена (посольство)
- Бельгия, Брюссель (посольство и миссия)
- Болгария, София (посольство)
- Великобритания, Лондон (посольство)
- Дания, Копенгаген (посольство)
  - Торсхавн (генеральное консульство)
- Германия, Берлин (посольство)
- Норвегия, Осло (посольство)
- Турция, Анкара (посольство)
- Финляндия, Хельсинки (посольство)
- Франция, Париж (посольство)
- Швеция, Стокгольм (посольство)

## Америка
- Канада, Оттава (посольство)
  - Виннипег (генеральное консульство)
- США, Вашингтон (посольство)
  - Нью-Йорк (генеральное консульство)

## Африка
- Малави, Лилонгве (посольство)
- Мозамбик, Мапуту (посольство)
- Намибия, Виндхук (посольство)
- Уганда, Кампала (посольство)

## Азия
- Китай, Пекин (посольство)
- Индия, Нью-Дели (посольство)
- Япония, Токио (посольство)

## Международные организации
- Брюссель (постоянная миссия при ЕС)
- Брюссель, (делегация при НАТО)
- Женева (постоянная миссия при ЕАСТ, ВТО, ООН)
- Нью-Йорк (постоянная миссия при ООН)
- Париж (постоянная миссия при ЮНЕСКО)
- Рим (постоянная миссия при ФАО, WFP и МФСР)
- Страсбург (постоянная миссия при Совете Европы)
- Вена (постоянная миссия при ОБСЕ, ООН, IAEA и CTBTO)